# Gambier (La Plata)
Gambier o Barrio Gambier es un barrio ubicado al sudoeste del casco urbano de la ciudad de La Plata, en la localidad de San Carlos. Esta zona residencial es un rectángulo delimitado por las avenidas 44, 52, 131 y 143.
Hasta los años 1980 contaba con una estación de primera categoría del Tren Provincial a Avellaneda (Estación Gambier), pero la misma fue cerrada y actualmente mantiene el mismo un centro de jubilados.

## Toponimia
Lleva su nombre en homenaje a Agustín B. Gambier.